# 文化循環
文化循環（ぶんかじゅんかん、英語：Circuit of culture）とは、一つの文化圏・文化的空間内における文化の相互作用、あるいは広域・複数域での文化の往来によって生じる互換性を伴う有形無形の文化的事象とその顛末（社会変動）を指す比較文化における文化伝播の論証用語で、文化還流・文化往還ともいう。2015年にEUがサーキュラーエコノミー（循環経済）を提唱して以降は、「Circular culture」とも呼ばれるようになった。

## 概要
文化循環はアカルチュレーション・シンクレティズム・クレオール化等の現象を招き、それが発生源にフィードバックされたり、そこからさらに新たな文化が生まれることも文化循環である。人間が社会生活を営む上で文化交流は必然的なもので、文化循環は社会システム理論における文化システムによるものである。
文化循環の事例として引き合いに出されるのがシルクロードである。便宜上古代中国の絹の交易ルートとして開かれたものとされるが、そのルートを経て仏教が中国にもたらされ、その仏教はアレキサンダー大王がインドに持ち込んだヘレニズムから仏像が生まれ、それが中国にも伝わった。一方で中国からはいわゆる古代中国の四大発明が西洋にもたらされ、それらが後に欧米列強の中国侵出を後押しすることになり、その一端はシルクロードを通り陸路で押し寄せている。このように文化循環には発展性とともに文化摩擦や文化浄化のような「負の側面」も伴う場合もある。
日本では「木の文化」が文化循環を象徴するとされる。木から生産される木材は住宅や家具・木器に加工されるのみならず、文化財としての建築物や彫刻などにも昇華する。これらの木工は製品あるいは文化的財として流通し、その過程で狭小な市場の需要にも応じ必要な技術を取り込むことで経済性を伴う文化循環を行ってきた。さらに木には二酸化炭素貯留効果があり、環境財としての側面もある。木材は燃料となることで蒸気となり、雨が森林を育む生態系サイクル（炭素循環・カーボンニュートラル）も担い、その木材が再び文化的な利用をされることによる文化的環境の循環もまた文化循環とされる。
このように文化循環は流動的な自然現象あるいは無意識の内によるものと、より良い生活文化を得るため自発的積極的に形成するものがある。
情報化社会となった現代においては、メディアやインターネットにより瞬時に文化情報が拡散し、文化的自由のある社会では目新しい文化が商業的ブームとして受用され、その利益が発信元に還付されることで、次の文化を創造する糧（資金）となる。これは文化循環内の資本の循環である。
地域経済学的には、集落などの限られた範囲内での文化的資源（文化資材）の相互利用による、域内消費（地産地消）のような文化経済の循環や、使われなくなった建物などを文化施設として再利用するアダプティブユースも文化循環の一種と解釈する。
ユネスコは文化的不寛容さを無くすため、文化循環を重視している。

### 世界遺産への応用
ユネスコが2005年に創立60周年を記念してパリの本部で開催した国際シンポジウム「文化の多様性と通底の価値－聖俗の拮抗をめぐる東西対話」において、文化循環がもたらした文化的合成体を今後世界遺産に採用してゆくことを確認した。例えば2015年に登録された明治日本の産業革命遺産 製鉄・製鋼、造船、石炭産業は産業技術の東西融合がみられ、そこでの生産が直接的間接的に西洋へも還元されたことなどが評価の一つとされた。

## 参照
- エルマン・ロジャーズ・サーヴィス『文化進化論―理論と応用』社会思想社、1977年、316頁。ISBN 978-4390601672。
- アレックス・メスーディ『文化進化論:ダーウィン進化論は文化を説明できるか』NTT出版、2016年、403頁。ISBN 978-4757143302。